# Шлотман, Луи
Луи Шлотман (фр. Louis нем. Schlottmann; 12 ноября 1826, Берлин — 13 июня 1905, Берлин) — немецкий композитор еврейского происхождения.
Учился в Берлине у Зигфрида Дена (фортепиано) и Вильгельма Тауберта (композиция). Выступал как пианист в Берлине и в Лондоне, вёл преподавательскую работу. В 1875 году был удостоен почётного звания королевского музикдиректора.
Шлотману принадлежит несколько оркестровых увертюр (в частности, к пьесам Шекспира «Ромео и Джульетта», 1863, и Шиллера «Лагерь Валленштейна», 1866), фортепианные пьесы. Наибольшей известностью пользовались песни Шлотмана — особенно на стихи Иоганна Вольфганга Гёте.
Не ранее 1875 года написал автобиографическую поэму «Моя малость» (нем. Meine Wenigkeit), экземпляр хранится в коллекции Института Лео Бека в Нью-Йорке.